# Andreas Fridolin Weis Bentzon
Andreas Fridolin Weis Bentzon (23. maj 1936 i Gentofte – 21. december 1971 smst) var en dansk musikforsker, bror til Adrian Bentzon.
Han blev født i Gentofte som søn af komponist Jørgen Bentzon og hustru Michala Johanne Weis.

## Værker
- Andreas F. W. Bentzon, The Launeddas. A Sardinian folk music instrument (2 voll. Acta Musicologica Danica n°1), Akademisk Forlag, Copenaghen, 1969
- Andreas F. W. Bentzon, Launeddas, Cagliari, 2002 ISBN 88-88998-00-4